# フェイスガード虜
『フェイスガード虜』（フェイスガードとりこ）は、おおひなたごうによる日本の漫画作品。『週刊少年チャンピオン』（秋田書店）にて、2002年47号から2005年9号まで連載。

## あらすじ
パパにSFマジック(少し不思議マジック)で顔に落書きされてしまった虜は「フェイスガード虜」として生きていくことに。まだら社長にもらった夢工場の不良品を使って今日も虜が大暴れ！

## 登場人物
袋小路虜（ふくろこうじとりこ）
主人公。鼻の穴の位置が変。顔に落書きされたことでやけになって自身の通うアトミック学園の支配を目論むも、反省した。
最終話で顔面皮膚移植でフェイスガードを外せるかと思いきや、医者の手違いで結局落書きされたため元の木阿弥になってしまった。
虜の父
無口。何故か虜の顔に落書きをし、フェイスガード生活を送らざるを得ないようにする。
虜の母
顔が吹き出しになっている。家の電話番号が首相官邸に似ているのが悩み。
まだら社長
夢工場の社長。発明品を失敗作だと言い張る。吹き出しに何故か句点が付く。
女めぐみ
ヒロイン。初恋の相手は主人公の虜。
ガンジョー
アトミック学園の暴君。虜が学園支配の踏み台にしようとした相手で、虜が負けたら女と委員長を奪う条件付きで闘うも、敗れる。
敗北後、インターネット依存症になり「忘れたころにやってくる」キャラクターとして定着し、虜にお礼参りを仕掛けてくる。
声のイメージは野沢雅子。嫌いなものはオクラのネバネバと人に指図されること。
空木牙太郎（うつわぎきばたろう）
序盤に登場する解説訳。解説の途中に毎回邪魔が入る。
委員長
巨乳でメガネっ娘。副委員長とは付き合っている。副委員長と虜との勝負で不正をしたため、副委員長に「5年後に死ぬ」秘孔をつかれ、文字どおり副委員長なしでは生きられない身体となってしまった。
副委員長
戦闘力が高く、秘孔を突くことができる。最終話では世界一の腕を持つ外科医となって虜に皮膚移植を行った。
花先生
頭に花が咲いている先生。
内田山先生

イジワル娘。
班長。虜に好意を寄せるが、虜は迷惑がっている。
韻の神様

三谷謙（みたにけん）
虜の後輩で虜に憧れを抱く。名前の由来は五木ひろしの旧芸名。初登場話でいきなり死ぬものの、黄泉がえる。
塒（とぐろ）
謙に憧れる小学生。頭頂部がトグロ状になっている。虜から師匠と呼ばれている。主にツッコミ役。
アクメツ
『アクメツ』の主人公。「フェイスガード虜 VS アクメツ」に登場。
昼寝をしていた虜が伊勢湾台風に匹敵する大水害を引き起こしたため、彼を悪と認定して登場。
虜の反論に対して「わざとじゃないにもほどがある」と一蹴し、斧で頭をかち割るも飛び出した目玉に飛ばされる。
その後、友情が芽生えたらしい。

## SF（少し不思議）道具
フェイスガード
複数の機能が備わっている。相手の考えていることが文字になって見える（裏から見ると反転する）。コーラが出る。ファンタが出る。メロンソーダが出る。目が漫画表現のように飛び出す。
透明バンダナ
巻いたところが透明になるバンダナ。
反重力シューズ
地面から6ミリだけ浮く靴。
目玉焼パウダー
かけると目玉焼の味に変わる。
1光年メジャー
1光年の長さが測れるメジャー。
SFマジック
一度書くと二度と消せないマジックペン。
空気入れ
人体に空気を入れられる。
握りっぺ軍手
軽く握ると握りっぺ、強く握ると握りっぺMAXが放てる軍手。
ビガーパンツ
ビガーと光るパンツ。
リストバンド
つけると手がグーのまま開かなくなる。
薬用せっけん輝きながら
洗うと身も心も輝く石鹸。ただしSFマジックは落とせなかった。
40W電球
点けるとアイデアを閃く電球。使いすぎると閃けなくなる。

## 単行本
- おおひなたごう『フェイスガード虜』 秋田書店〈少年チャンピオン・コミックス〉、全6巻
  1. 2003年6月10日発行、ISBN 4-253-20501-1
  2. 2003年10月16日発行、ISBN 4-253-20502-X
  3. 2004年3月4日発行、ISBN 4-253-20503-8
  4. 2004年7月22日発行、ISBN 4-253-20504-6
  5. 2004年12月24日発行、ISBN 4-253-20505-4
  6. 2005年4月8日発行、ISBN 4-253-20506-2